# Ingveonski jezici
Ingveonski jezici (privatni kod: nsge; sjevernomorski germanski jezici; ingvaeonski jezici), grana zapadnogermanskih jezika iz koje se razvila usporedo s visokonjemačkim jezicima. Iz nje su nastale tri skupine jezika, a. starosaksonski sa srednjodonjonjemačkim jezicima, b. starofrizijski jezik iz kojeg su nastala 3 frizijska jezika, c. staroengleski jezik s anglijskom, kentskom i zapadnosaksonskom skupinom.
Merritt Ruhlen (1991) u nju svrstava engleski i frizijski jezik.

## Vanjske poveznice
- The North Sea Germanic Subgroup[neaktivna poveznica]
- Indo-European: Composite[neaktivna poveznica]